# Hieracium kablikianum
Hieracium kablikianum — вид квіткових рослин з родини айстрових (Asteraceae). Вид зростає в Європі: Польща, Чехія; це багаторічна рослина помірних біомів.